# Зеленовка (Колышлейский район)
Зеленовка — село в Колышлейском районе Пензенской области, входит в состав Березовского сельсовета.

## География
Село расположено на берегу речки Текучка (приток Хопра) в 4 км на северо-запад от районного центра посёлка Колышлей.

## История
Основано между 1911 и 1926 гг. С 1928 года в составе Колышлейского сельсовета Колышлейском районе Балашовского округа Нижне-Волжского края (с 1939 года — в составе Пензенской области). В 1980-е гг. — центр Зеленовского сельсовета, центральная усадьба совхоза «Колышлейский». Законом Пензенской области от 22.12.2010 г. Зеленовский сельсовет упразднен, село вошло в состав Березовского сельсовета. 
До 2011 года в селе действовала основная общеобразовательная школа.

## Население
| 1926 | 1939 | 1959 | 1979 | 1989 | 1996 | 2002 |
| ---- | ---- | ---- | ---- | ---- | ---- | ---- |
| 60   | ↘48  | ↗64  | ↗179 | ↗510 | ↗606 | ↘513 |
| 2010 |      |      |      |      |      |      |
| ↗533 |      |      |      |      |      |      |

## Инфраструктура
В селе имеются фельдшерско-акушерский пункт, дом культуры, отделение почтовой связи.